# Jan Hendrik Jansen
Jan Hendrik Jansen (Utrecht, 18 januari 1917 - Bergen op Zoom, 5 maart 1976), ook wel bekend als Kolonel Jansen was een Nederlands militair en defensie-woordvoerder van de KVP-fractie tijdens het Kabinet-De Jong.
Jan Hendrik Jansen was een zoon van een spoorbeambte die oorspronkelijk Luthers was en een hervormde moeder - maar hij zou uiteindelijk katholiek worden opgevoed. Na de vijfjarige hogere burgerschool volgde Jansen de officiersopleiding aan de School voor Reserve-Officieren en de Koninklijke Militaire Academie te Breda. Vervolgens volgde hij nog een opleiding aan de Hogere Krijgsschool in 's-Gravenhage. Hij was in 1945 getrouwd te Bergen op Zoom met Petronella Jacoba van der Vaart, met wie hij twee dochters kreeg.
Jansen was militair journalist en doorliep een carrière bij de opleidingen van Defensie. Hij was docent bij de Koninklijke Militaire Academie, de Hogere Krijgsschool en werd hoofd van de afdeling opleidingen bij het hoofdkwartier van de Generale Staf rond 1963. Vervolgens was hij logistiek-officier bij de gezamenlijke staf van de Verenigde Chefs van Staven en tot februari 1967 hoofd operatiën en chef stad van de Inspectie Vervoerswezen. Jansen bereikte de rang van kolonel en werd uiteindelijk titulair brigade-generaal.
Van 1967 tot 1971 was Jansen lid van de Tweede Kamer der Staten-Generaal en defensie-woordvoerder (hij sprak zelf overigens van 'oorlog' en niet van 'defensie') voor de Katholieke Volkspartij (KVP) - tijdens het Kabinet-De Jong. Hij toonde zich steeds een warm aanhanger van de Noord-Atlantische Verdragsorganisatie (NAVO) en verdedigde namens zijn fractie de extra uitgaven voor defensie na de inval van de Warschaupacttroepen in Tsjechoslowakije. Hij hield zich ook bezig met civiele verdediging en ruimtelijke ordening (vanuit de militaire oefenterreinen). Hij was tevens lid van de Defensiecommissie (1967-1971) en de Noord-Atlantische Assemblée (idem). In 1968 stemde hij samen met drie fractiegenoten tegen het amendement-Wierenga, waardoor de man niet langer als hoofd van de echtverbintenis zou worden aangemerkt. In 1969 vroeg Jansen samen met zijn fractiegenoot Dusarduijn om René Pijnen uitstel van dienstplicht te verlenen, zodat hij aan de Ronde van Frankrijk zou kunnen deelnemen.